# Ute Bromberger

Ute Bromberger (2002)

Ute Bromberger (* 29. August 1937 in Westpreußen; † 15. März 2004) war eine deutsche Journalistin und ehemalige Leiterin des NDR-Frauenfunks.

## Journalistische Tätigkeit
Ute Bromberger absolvierte 1965 als Journalistin eine sechsmonatige Volontärausbildung zur Rundfunkjournalistin im „Nachwuchsstudio“ des NDR bei dem Journalisten Axel Eggebrecht in Hamburg. Von 1966 bis 1970 war Bromberger freie Mitarbeiterin des Rundfunks. Die darauffolgenden zwei Jahre arbeitete sie als Kulturredakteurin des NDR. 1972 übernahm sie dort die Leitung des Ressorts „Frauenfunk“ und im Jahre 1998 leitete sie zusätzlich die Abteilung „Feature“. Außerdem arbeitete Bromberger u. a. viele Jahre mit an der NDR-Sendung Horizonte. 2001 beendete sie ihre Berufslaufbahn beim NDR.

## Die Perspektive der Frau

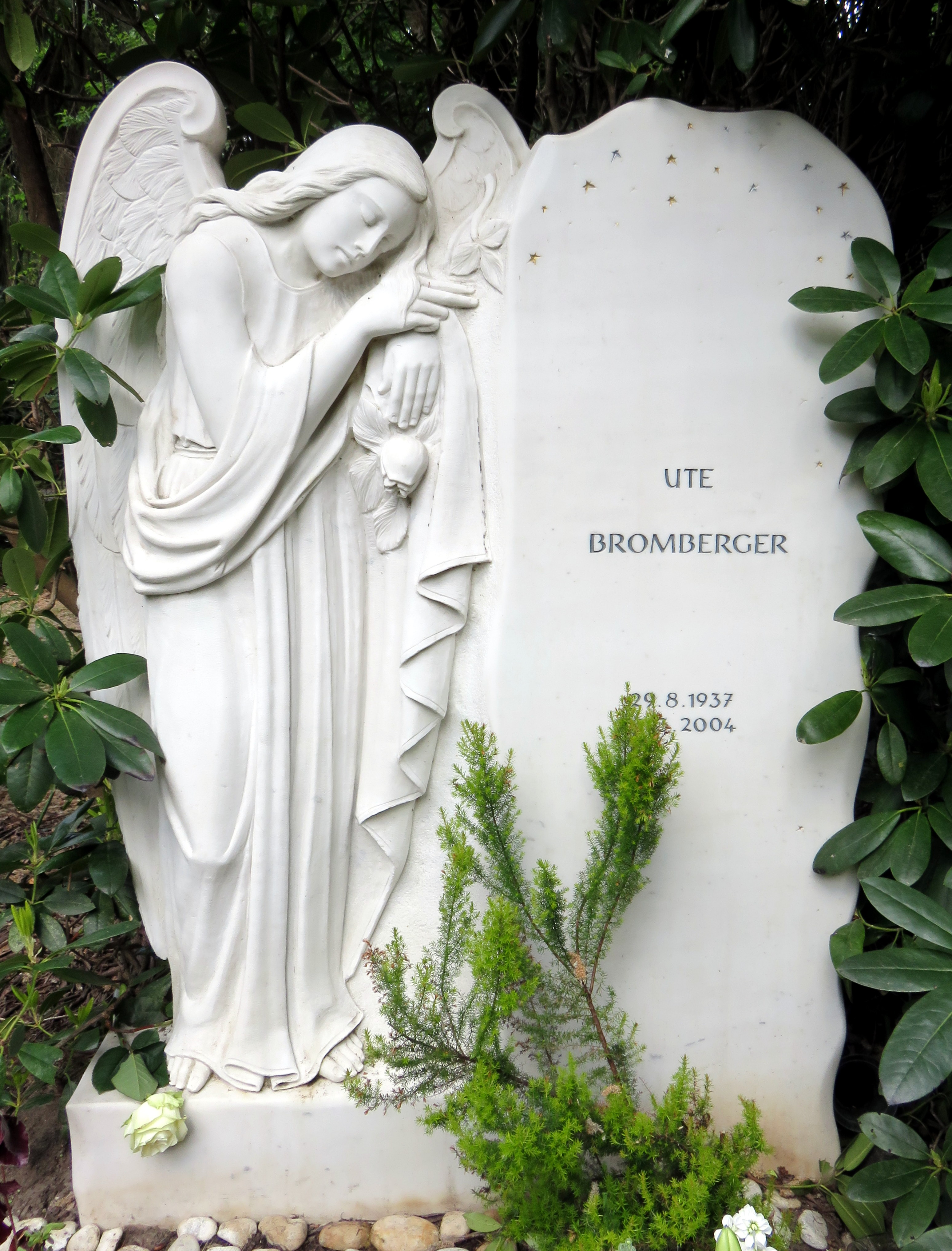
Grabstätte Ute Bromberger auf dem Friedhof Ohlsdorf (2020)

Ute Bromberger war Mitglied in der ersten feministischen Frauengruppe Hamburgs, dem „Forum zur restlosen Abschaffung der Unterdrückung“ (kurz F.R.A.U.).
Anfang der 1990er-Jahre wurde eine Sendung von Heide Soltau über die Geschichte des Frauenfunks ausgestrahlt, in der Ute Bromberger ihre Sicht der Dinge so zusammenfasste:

„Frauen sehen einfach die Welt anders und darum bleibt es interessant. Frauen sehen die Welt eben etwas breiter gewinkelt. Sie sind vielleicht mit ihrem Blick auf Dinge intensiver unterwegs als Männer, die doch sehr berufsbezogen die Welt betrachten. Und so erfahren wir dann aus dem Blick von Frauen und ihrer Reflexion auch ganz andere Dinge, als wir sie von Männern erfahren. Und das, finde ich, bleibt auch.“

Ute Bromberger wurde auf dem Friedhof Ohlsdorf in Hamburg beigesetzt im Planquadrat R6, 191-93 oberhalb des Althamburgischen Gedächtnisfriedhofs.

## Auszeichnung
- 2002: Hedwig-Dohm-Urkunde vom Journalistinnenbund für ihr Lebenswerk